# Josiah Tattnall (officier de marine)
Pour les articles homonymes, voir Josiah Tattnall et Tattnall.
Josiah Tattnall, Jr. (9 novembre 1795 – 14 juin 1871) était un officier de l'United States Navy, puis de la Confederate States Navy lors de la guerre de Sécession.

## Biographie

### Jeunesse
Josiah était le fils de Josiah Tattnall, gouverneur et sénateur américain de Géorgie. Il est né dans la plantation Bonaventure de son père, près de Savannah, en Géorgie. Après des études en Angleterre, il est nommé aspirant de vaisseau le 1er janvier 1812 et fréquente l'académie navale de Washington, DC, jusqu'au 1er août, date à laquelle il est affecté à la frégate USS Constellation.

### Actions en Asie
Le 29 janvier 1858 à Hong Kong, il relève le commodore James Armstrong et prend le commandement de l'East India Squadron.
En 1859, le commodore Tattnall viole la neutralité américaine lors de la deuxième bataille des forts de Taku en venant en aide à un escadron britannique et français sous le feu des forts de Taku à l'embouchure de la rivière Pei Ho. Pour expliquer son action il déclarera : « le sang est plus épais que l'eau » (« blood is thicker than water (en) ») impliquant que les liens du sang sont plus importants que les alliances.

### Décès
Il est inhumé dans le cimetière de Bonaventure, à Savannah en Géorgie.